# Ácido undecilénico
El ácido undecilénico es el ácido 10-undecenoico, un compuesto no saturado de 11 carbonos. Los preparados de ácido undecilénico se utilizan para tratar diversas dermatomicosis, en particular el pie de atleta.

## Descripción
Es un líquido amarillo, de un olor rancio característico.

## Acción
Su acción es fundamentalmente fungistática, aunque puede observarse actividad fungicida por exposición duradera a altas concentraciones del medicamento. Es activo contra muy diversos hongos, entre ellos los causantes de la epidermofitosis.

## Presentaciones
El ácido undecilénico, se distribuye en presentaciones de espuma, pomada, crema, polvo o talco, polvo en aerosol, jabón y líquido. El ácido undecilénico se expende en combinación con otros ingredientes como el undecilenato de zinc. El zinc posee acción astringente y mejora la supresión de la inflamación. La pomada compuesta de ácido undecilénico contiene el ácido en cuestión (5% en promedio) y el undecilenato de zinc (en promedio 20%).

## Usos
Pueden aplicarse en la piel concentraciones del ácido de hasta 10%, así como del ácido y la sal en la pomada compuesta. Los preparados se elaboran de manera que no irriten los tejidos; la sensibilización a ellos es infrecuente. Como beneficio indudable, retarda la proliferación de los hongos en la tiña de los pies, pero la infección suele persistir a pesar del tratamiento intensivo con preparados del ácido y la sal de zinc. En el mejor de los casos, la tasa de “curación” clínica se acerca a 50% y es mucho menor que la obtenida con haloprogina o tolnaftato. La eficacia de tal medicamento en la terapéutica de la tiña de cabello es insignificante; y no se usa con ese fin. Los preparados de ácido undecilénico también han sido aprobados para el tratamiento del eritema del pañal, la tiña crural y otros trastornos dermatológicos menores.
Revestimientos elásticos se utilizan con frecuencia para tratar la estomatitis dental, una condición a menudo asociada con infecciones por Candida albicans. De 10 revestimientos analizados, se encontraron que dos inhibían el cambio de la forma de levadura a hifas y se encontró un tercero que estimula este cambio. El inhibidor se determinó que era el ácido undecilénico.

## Efectos secundarios
El ácido undecilénico es bien tolerado, pero en ocasiones puede provocar alguna irritación.